# Хараберюш Олександр Іванович
Олекса́ндр Іва́нович Хараберюш (13 жовтня 1977, Донецьк, Українська РСР — 31 березня 2017, Маріуполь, Україна) — український спецпризначенець, контррозвідник, полковник Служби безпеки України. Доктор юридичних наук, автор науково-практичних публікацій. Учасник антитерористичної операції на Сході України. Позивний «Душман». Загинув під час російсько-української війни внаслідок терористичного акту.

## Життєпис
Народився 1977 року в Донецьку. 
Закінчив Донецький юридичний інститут МВС України за спеціальністю «Правоохоронна діяльність». Під час навчання познайомився із майбутньою дружиною. Два роки служив у відділі карного розшуку місцевої міліції. Однак, його вибором стала Служба безпеки України, якій присвятив 17 років свого життя. Пройшов шлях від оперуповноваженого до заступника начальника Головного відділу контррозвідки Управління СБУ в Донецькій області, останню посаду зайняв станом на 2011 р., коли начальником Донецького УСБУ став Олександр Якименко. Одним з напрямків його діяльності була боротьба з нелегальною міграцією. 
Займався боксом, підводним плаванням. Кандидат у майстри спорту з кікбоксингу. Грав на гітарі, акордеоні, мав гарний голос.
У 2005-2006 роках Хараберюш брав участь у проведенні оперативно-розшукового заходу під кодовою назвою "Армагеддон", координаторами якого були тодішній начальник Донецького УСБУ Петрулевич Олександр Миколайович і тодішній начальник Головного відділу контррозвідки Донецького УСБУ Пєлєх Олександр Володимирович. "Армагеддон" було спрямовано на нейтралізацію сепаратистських рухів в Донецькій області, але через саботаж з боку центру роботу не було доведено до завершення. 
У зв'язку з російською збройною агресією проти України в червні 2014 року особовому складу Управління було надано наказ евакуюватись з Донецька. Частина співробітників перейшла на бік російсько-терористичних угруповань. Олександр Хараберюш вивіз сім'ю до Маріуполя, де продовжив службу у контррозвідці УСБУ в Донецькій області.
Полковник Хараберюш був одним із найрезультативніших українських контррозвідників, під його керівництвом викрито й затримано понад 120 російських агентів і терористів. Хараберюш працював з такими асами контррозвідки Донбасу, як його шеф, начальник Головного відділу контррозвідки Управління СБУ в Донецькій області до 2014 року, полковник Житєньов Сергій Вікторович (у 2014-2015 рр. перший заступник начальника Донецького УСБУ) та начальник сектору контррозвідки Головного відділу в Маріуполі управління СБУ в Донецькій області до 2014 року, полковник Цвігун Вадим Станіславович (уродженець Донецька, у 2014-2015 рр. був заступником начальника Донецького УСБУ). Першою масштабною справою стало затримання у Донецьку восени 2014 року зрадника СБУ Галавури Олександра Васильовича, згодом засудженого. Також Хараберюш зіграв ключову роль у виявленні та викритті трьох зрадників у рядах Донецької СБУ (в тому числі співробітника контррозвідки і шифрувальника), завербованих російською розвідкою  — ними виявилися Третяк Олександр Олександрович (син екс-начальника Луганського УСБУ), Нікіфоров Валерій Васильович, та Косяк Євген Леонідович . 
Брав участь у резонансній операції з пошуку та затримання диверсійної групи «Мангуста» (Олега Недавнього, убитого у 2014 р.) , яка 9 травня 2014 року влаштувала атаку на міське управління міліції в м. Маріуполі і спровокувала масові заворушення, що призвело до численних жертв, в тому числі і серед мирного населення. За участі Хараберюша було затримано двох бойовиків з банди «Чечена» (Борисова) і т. зв. «російської православної армії», які захоплювали адмінбудівлі, викрадали та мордували людей, чинили збройні напади, привласнювали транспортні засоби.
Олександр Хараберюш є автором і співавтором кількох наукових робіт і публікації за правоохоронною тематикою. Докторська дисертація «Оперативно-розшукове забезпечення протидії контрабанді в Україні» (дата захисту 25.02.2016, Дніпропетровський державний університет Внутрішніх справ, спеціальність «Кримінальний процес та криміналістика; судова експертиза; оперативно-розшукова діяльність»).
31 березня 2017 року полковник Хараберюш загинув в результаті вибуху автомобіля у Центральному районі міста Маріуполь. Підрив автомобіля попередньо кваліфіковано як терористичний акт, пов'язаний з професійною діяльністю загиблого.
2 квітня з офіцером СБУ прощались в Маріуполі. Під час прощання Голова СБУ Василь Грицак зазначив, що Олександр Хараберюш був одним з найкращих контррозвідників в Україні. Голова СБУ від імені Президента України вручив батькові Олександра орден «За мужність» І-го ступеня, яким посмертно нагороджено його сина. Поховали Олександра на Центральній алеї Старокримського кладовища Маріуполя.
Голова Служби безпеки України Василь Грицак: 
| Я впевнений, що загибель Олександра – справа рук терористів, боротьба проти яких стала справою його життя... СБУ зробить все, щоб знайти та покарати винних. Борги ми віддаємо швидко... Родина нашого співробітника отримає від Служби повну підтримку. Ми не полишаємо своїх у біді. |

## Родина
В Олександра залишились батьки, дружина та дві доньки.
Батько, Іван Федорович Хараберюш, — полковник міліції, доктор юридичних наук, професор кафедри права та публічного адміністрування Маріупольського державного університету. Він також переїхав з Донецька до Маріуполя, раніше викладав у Донецькому юридичному інституті МВС. 
За рахунок бюджету для родини загиблого офіцера придбано квартиру в Маріуполі.

## Теракт
31 березня 2017 року о 8:35 в Центральному районі міста Маріуполь на перетині пр. Металургів та вул. Кафайської, неподалік ринку «Едельвейс», стався вибух автомобіля Тойота Ленд Крузер, за кермом якого перебував Олександр Хараберюш. За словами очевидців, автомобіль від'їхав від магазину меблів, повільно рухався, і в 100 метрах від магазину пролунав вибух. Водія викинуло з машини, він помер на місці. Першими на місці події опинилися співробітники Центрального відділу поліції Маріуполя, які почули звук вибуху на вулиці.
За фактом вибуху відкрито кримінальне провадження з попередньою правовою кваліфікацією за ч.1 ст. 258 «Терористичний акт» Кримінального кодексу України, яке перебуває у провадженні Служби безпеки України.
За повідомленням Генерального прокурора України Юрія Луценка, вибухом полковнику відірвало обидві ноги, і він помер від втрати крові. Начальник ГУ Нацполіції в Донецькій області В'ячеслав Аброськін заявив, що теракт могла влаштувати ДРГ так званої «ДНР». І додав, що на території Маріуполя і всієї Донецької області посилюється режим несення служби поліцейськими підрозділами.
За даними джерел видання «Цензор.НЕТ», слідством встановлено, що машину було підірвано за допомогою радіокерованої магнітної міни. Жінка-терористка, яка вночі встановила міну під сидіння водія, мала спільників.
31 жовтня 2017 голова СБУ Василь Грицак на брифінгу повідомив про затримання у м. Одеса підозрюваної у підриві автомобіля — жительки Донецька Прасолової Юлії Володимирівни. Під час брифінгу було продемонстровано відео, на якому видно, як жінка закладає вибухівку в автомобіль полковника СБУ. За свою роботу вона отримала 15 тисяч доларів. Підозрювана входила до центру спецоперацій під егідою "МГБ ДНР". За інформацією голови СБУ, "центр" координується і фінансується спецслужбами РФ, його очолює Євдокімов Василь Вікторович, з позивним «Ленін».
Через високу терористичну загрозу в Маріуполі, обумовлену вбивством Хараберюша, начальник УСБУ в Донецькій області генерал-майор Куць Олександр Іванович восени 2017 року домігся у Голови СБУ В. Грицака згоди на переведення центрального апарату новоствореного об'єднаного Головного управління СБУ в Донецькій і Луганській областях з неспокійного Маріуполя в більш безпечний Краматорськ.
25 вересня 2018 року Іллічівський райсуд Маріуполя ухвалив обвинувальний вирок стосовно Прасолової, її засуджено до 12 років ув'язнення з конфіскацією майна, судове засідання відбувалося у закритому режимі.

## Нагороди
- Орден «За мужність» I ст. (1 квітня 2017, посмертно) — за особисту мужність і високий професіоналізм, виявлені у захисті державного суверенітету та територіальної цілісності України, самовіддане служіння Українському народові[19].
- Відзнаки СБУ — Нагрудні знаки «За доблесть» і «За відвагу».
- Недержавна почесна відзнака — Медаль «За оборону Маріуполя».

## Вшанування пам'яті
16-17 березня 2019 року Маріуполі відбувся всеукраїнський турнір з боксу пам’яті Олександра Хараберюша.

## Окремі публікації
- Хараберюш О. І. (2015). Проблеми правознавства та правоохоронної діяльності. №1: 120—130. {{cite journal}}: |volume= має зайвий текст (довідка); Проігноровано |article= (довідка)
- Хараберюш О. І. (2015). Протидія контрабанді в Україні: оперативно-розшуковий аспект: монографія / О. І. Хараберюш ; Донец. юрид. ін-т. — Київ : Дакор, 2015. — 415, [1] с. — Бібліогр.: с. 374—416. — 300 экз. — ISBN 978-617-7020-59-1
- Хараберюш О. І. (2014). Окремі напрямки протидії контрабанді як транснаціональному організованому злочину оперативно-розшуковими засобами. Форум права, № 1, с. 510—515.
- Хараберюш О. І. (2010). Нелегальна міграція: проблеми координації протидії: монографія / О. І. Хараберюш, І. Р. Шинкаренко, І. Ф. Хараберюш ; під заг. наук. ред. проф. І. Р. Шинкаренка ; Донец. юрид. ін-т Луган. держ. ун-ту внутр. справ ім. Е. О. Дідоренка, Запоріз. юрид. ін-т Дніпропетр. держ. ун-ту внутр. справ . — Донецьк : Ноулідж, 2010. — 335 с. — (Серія «Проблеми теорії оперативно-розшукової діяльності»). — Бібліогр.: с. 222—253. — 300 экз. — ISBN 978-966-1571-56-2
- Хараберюш О. І. (2009). Протидія нелегальній міграції в Україні: координація та взаємодія: монографія / О. І. Хараберюш [та ін.] ; Донецький юридичний ін-т Луганського держ. ун-ту внутрішніх справ ім. Е. О. Дідоренка. — Донецьк : Вебер, Донецька філ., 2009. — 213 с. — Бібліогр.: с. 182—211. — ISBN 978-966-335-288-6